# Francesco Buonamici (giurista)
Francesco Buonamici (Pisa, 21 ottobre 1832 – Pisa, 18 maggio 1921) è stato un giurista e politico italiano.

## Biografia
Buonamici iniziò ad insegnare nell'Università di Pisa il 12 gennaio 1860 come supplente alla cattedra di Diritto patrio e commerciale; il 4 aprile 1867 divenne docente ordinario di Diritto commerciale.
Il 9 ottobre 1873 divenne docente di Istituzioni di diritto romano e il 2 ottobre 1897 passò alle Pandette, succedendo a Filippo Serafini.
Fu socio dell'Accademia dei Lincei.
Nel 1896 fu eletto Senatore del Regno d'Italia e dal 1910 fu sindaco di Pisa per quasi 4 anni.
Nella sua casa natale a Pisa (attuale Piazza Buonamici) si trova una lapide che recita:
FRANCESCO BUONAMICI

SOMMO ROMANISTA

DECORO DELL'UNIVERSITÁ PISANA E DEL SENATO ITALIANO

FIGLIO BENEMERITO DELLA SUA CITTÀ NATALE

OVE FINO A TARDA ETÀ

RICOPRÌ I PIÙ ALTI UFFICI PUBBLICI

CHIAMATOVI DALL'UNANIME E LIBERO

CONSENSO DEL POPOLO

1832 - 1921"»